# Megarthrus prosseni
Megarthrus prosseni är en skalbaggsart som beskrevs av Schatzmayr 1904. Megarthrus prosseni ingår i släktet Megarthrus, och familjen kortvingar. Arten är reproducerande i Sverige.